# Espen Eskås
Espen Eskås (født 24. juni 1988) er en norsk fodbolddommer. Han begynste sin dommerkarriere i 2004 og repræsenterer Haslum Idrettslag. Eskås blev af Norges fodboldforbund udvalgt til at dømme i Adeccoligaen 2010. Hans debutkamp i Adeccoligaen 2010 var d. 26. september 2010 i kampen mellem Sarpsborg 08 og Tromsdalen. Han har siden da dømt 15 seriekampe, samt kampe i NM 2012.

## Statistik
| Sæson | Kampe | Gule kort | Røde kort |
| ----- | ----- | --------- | --------- |
| 2011  | 16    | 35        | 1         |
| 2010  | 2     | 3         | 0         |